# Resolució 1184 del Consell de Seguretat de les Nacions Unides
La Resolució 1184 del Consell de Seguretat de les Nacions Unides fou adoptada per unanimitat el 16 de juliol de 1998.
Després de recordar les resolucions anteriors relatives als conflictes a l'antiga Iugoslàvia, en particular a les resolucions 1168 i 1174 (1998), el Consell va establir un programa per supervisar el sistema judicial a Bòsnia i Hercegovina.
El Consell de Seguretat va aprovar l'establiment del programa de seguiment judicial per part de la Missió de les Nacions Unides a Bòsnia i Hercegovina (UNMIBH) com a part d'un programa general de reforma legal proposat per l'Oficina de l'Alt Representant, Acord de Dayton i altres. Es va instar a les autoritats de Bòsnia i Hercegovina a cooperar i donar suport als funcionaris associats al programa. Es va demanar al Secretari General Kofi Annan que informés al Consell sobre el progrés del programa de seguiment en el marc dels seus informes sobre la UNMIBH.